# بويرتو فيلاميل
بويرتو فيلاميل هو ميناء قرية صغيرة تقع على الحافة الجنوبية الشرقية لجزيرة ايزابيلا في جزر غالاباغوس.من الفان ومئتان شخص الذين يعيشون في جزيرة ايزابيلا وفي القرية شاطئ يوجد فيها القروش البيضاء يمكن ان نراها وقررت الحكومة تغير عمل الناس كاسياحة وهناك قرب القرية يوجد بعض الحيوانات مثل الفلامنقو.